# XU
XU var en norsk hemlig underrättelsesorganisation  under andra världskriget. XU bildades i juli 1940 av Arvid Storsveen och hade vid krigsslutet cirka 1500 agenter, som rapporterade med ett sofistikerat kurirsystem till Storbritannien  via Stockholm. XU var till början en del av Milorg men blev under 1941–1942 en självständig organisation direkt underlagt norska myndigheter i London och Stockholm. Verksamheten  hölls extremt hemlig också efter kriget, och all information blev offentliggjord först 1989.